# Vanilla Sky
Cet article concerne le film. Pour le groupe de musique, voir Vanilla Sky (groupe).
Pour plus de détails, voir Fiche technique et Distribution.
Vanilla Sky, ou Un ciel couleur vanille au Québec, est un film américain réalisé par Cameron Crowe mêlant thriller psychologique et science-fiction, sorti en 2001.
Il s'agit du remake en anglais du film espagnol Ouvre les yeux (1997) d'Alejandro Amenábar, dont le scénario avait été écrit par Amenábar et Mateo Gil, et dans lequel jouait déjà Penélope Cruz. Il met aussi en vedette Tom Cruise, Cameron Diaz, Kurt Russell et Tilda Swinton. On y aperçoit également Conan O'Brien et Steven Spielberg. C'est la guitariste américaine Nancy Wilson, du groupe Heart, qui en écrit la musique.
Le film suit David Aames, un jeune éditeur de New York ayant hérité la fortune et l'entreprise de son père. Ne s'attachant jamais à quiconque, il croit entretenir une relation libre avec une amie, nommée Julie. Lors d'une réception chez lui, pour son anniversaire, il rencontre une femme, Sofia, par l'intermédiaire de son meilleur ami, Brian. David et Sofia tombent immédiatement sous le charme l'un de l'autre et terminent la nuit à faire connaissance chez celle-ci. Le lendemain matin, Julie, qui les a suivis, convainc David de monter en voiture avec elle. Elle lui révèle l'amour qu'elle ressent pour lui et sa colère de ne pas être aimée en retour. Julie projette alors son véhicule par-dessus la rambarde d'un pont. Elle meurt sur le coup. David survit, mais se retrouve défiguré et handicapé. Sa vie bascule totalement : il est contraint de porter une prothèse faciale, subit le rejet de la société et s'éloigne de tous ses proches. Alors qu'il tente de faire reconstruire son visage, des événements contradictoires se multiplient.

## Synopsis
David Aames, le propriétaire d'une grande maison d'édition qu'il a héritée de son père, est en prison pour une raison lui paraissant incertaine et fallacieuse. Portant un masque prothétique, David tente de se souvenir de l'histoire de sa vie face au psychologue chargé de son expertise psychiatrique pour le tribunal, le Dr Curtis McCabe. Il se présente comme la victime, accusée à tort, d'une manipulation orchestrée par le conseil d'administration de son entreprise, pour l'en éloigner de la direction.
Au cours de flashbacks, David s'oppose aux anciens associés de son père et membres du conseil d'administration de son entreprise, alors qu'il mène en parallèle une existence festive et oisive à Manhattan. Il entretient une relation sans engagement avec Julie Gianni, une amie. Un soir, il est présenté à Sofia Serrano par son meilleur ami, Brian Shelby, lors d'une fête, organisée chez lui pour son anniversaire. David et Sofia passent la nuit à faire connaissance et se rapprocher l'un de l'autre, dans l'appartement de Sofia. Ils tombent amoureux, ignorant que Julie les a suivis là-bas. Lorsque David quitte le domicile de Sofia au petit matin, Julie lui demande de monter dans sa voiture et lui révèle avec colère qu'elle n'a jamais accepté que leur relation soit informelle. Elle se suicide en projetant délibérément sa voiture dans le vide, avec David toujours à son bord. Il en ressort de cette chute vivant mais grièvement blessé et défiguré.
Les médecins ne peuvent pas réparer le visage de David en utilisant la chirurgie plastique. Ils lui proposent de porter un masque prothétique. Les séquelles mentales et physiques de l'accident l'amènent à se renfermer sur lui-même et à déprimer. David décide tout de même de recontacter Sofia à qui il propose de le retrouver dans un club. Brian est invité par Sofia à les rejoindre. La soirée est un fiasco. Laissé seul et saoul dans la rue, David s'effondre évanoui.
Le lendemain matin, Sofia revient et découvre David au sol. Elle le ramène chez lui et les deux débutent une relation amoureuse. David commence lentement à se rétablir. Les médecins trouvent un moyen de reconstruire le visage de David malgré leur pronostic antérieur. Alors que sa vie semble à présent idyllique, David est en proie à des expériences de plus en plus déroutantes, telles que de brefs flashbacks de sa défiguration et des interactions étranges, notamment avec un homme qui semble le suivre. David semble souffrir d'une crise psychotique alors qu'il croit voir Sofia être soudainement remplacée par Julie Gianni. Après avoir été arrêté, il est en garde à vue pour l'avoir frappée violemment au visage. Mais il n'a aucun souvenir d'avoir commis un tel acte. Il est libéré. Se rendant chez Sofia après l'agression, il constate que c'est le visage de Julie qui s'est substitué à celui de Sofia sur toutes ses photographies. Alors que les visages des deux femmes s'alternent à nouveau, David perd pied. Pensant coucher avec Sofia, il se retrouve tout à coup face à Julie, qu'il étouffe et tue, avant de comprendre, horrifié, qu'il s'agissait de Sofia qu'il identifie grâce à son grain de beauté situé sous la poitrine. Dans sa cellule, David se remémore alors brutalement qu'il avait été arrêté et emprisonné pour le meurtre de Sofia. Pour une raison mystérieuse, il a de nouveau le visage défiguré post-accident .
Ne faisant plus de distinction entre rêve et réalité, David parvient à se souvenir du nom de l’entreprise "Life Extension", qui lui semble être liée à ce qui lui arrive. Escorté par McCabe et un garde de la prison, David s'y rend. Rebecca, une représentante de l'entreprise, explique comment Life Extension utilise la suspension cryonique pour sauver les personnes atteintes de maladies en phase terminale, jusqu'à ce qu'un remède puisse être trouvé, les maintenant dans un état de rêve lucide immédiatement après leur mort. David se rend compte qu'il est en suspension cryonique et que le monde qu'il habite est son propre rêve lucide, qui est devenu un cauchemar. Il échappe à McCabe et au garde et appelle l'assistance technique à son secours. Un ascenseur s'ouvre, révélant l'homme qui semblait le suivre.
Alors que l'ascenseur monte au sommet de l'immeuble, tout à coup incroyablement haut, l'homme explique qu'il est un assistant technique et que David est cryogénisé depuis 150 ans. David demande à savoir comment s'est déroulée sa véritable existence avant sa cryogénisation. Bien qu'étant parvenu à garder le contrôle de son entreprise, il se remémore qu'il avait peu à peu sombré dans la dépression et l'isolement. Incapable de faire face au double traumatisme de la perte de son amour, Sofia, et de ses blessures au visage, il avait opté pour que Life Extension le cryogénise après sa mort et le réveille lorsque la technologie pourrait réparer son visage. Il se suicide par surdose médicamenteuse et son corps est immédiatement pris en charge par l'entreprise pour être cryogénisé. Dans le cadre du programme, David avait choisi de vivre un rêve lucide, dans lequel sa vie reprendrait au matin après la soirée passée au club avec Sofia. Les incohérences et événements horrifiques survenus dans son rêve lucide sont dus à un bug dans le logiciel, ayant permis à des éléments de son subconscient de déformer son rêve. Il n'a donc ni agressé ni tué Sofia, avec laquelle il n'a par ailleurs jamais été en couple dans sa véritable existence.
David et l'assistant technique atteignent le toit de l'immeuble, au-dessus des nuages. L'assistant explique à David que le bug a été corrigé. Il a maintenant le choix entre une reprise du rêve lucide, sans souvenir du fait qu'il s'agisse d'un rêve, ou une sortie de la cryogénisation et un retour à la vie réelle, ses blessures pouvant à présent faire l'objet d'un traitement efficace. David choisit de se réveiller, bien que McCabe tente de le détourner de ce choix. Avant de sauter du toit pour se réveiller, David fait réapparaître Brian puis Sofia pour leur faire ses adieux.
David se réveille brusquement, alors qu'une voix féminine l'invite à ouvrir les yeux.

## Fiche technique
Sauf indication contraire, les informations mentionnées dans cette section peuvent être confirmées par la base de données cinématographiques IMDb,  présente dans la section « Liens externes ».
- Titre original et français : Vanilla Sky
- Titre québécois : Un ciel couleur vanille
- Réalisation : Cameron Crowe
- Scénario : Cameron Crowe, d'après le film Ouvre les yeux (Abre los ojos) écrit par Alejandro Amenábar et Mateo Gil
- Musique : Nancy Wilson
- Photographie : John Toll
- Montage : Joe Hutshing et Mark Livolsi (en)
- Production : Tom Cruise, Paula Wagner et Cameron Crowe
- Sociétés de production : Cruise/Wagner Productions et Vinyl Films, en association avec Sogecine, Summit Entertainment et Artisan Entertainment
- Sociétés de distribution : Paramount Pictures, United International Pictures
- Pays d'origine :  États-Unis
- Langue originale : anglais
- Format : couleur (DeLuxe) - 35 mm (Panavision) - 1,85:1 - son DTS Dolby Digital
- Genre : thriller, science-fiction, drame
- Durée : 128 minutes
- Dates de sortie : 
  - États-Unis : 14 décembre 2001
  - France : 23 janvier 2002

## Distribution
- Tom Cruise (VF : Yvan Attal ; VQ : Gilbert Lachance) : David Aames
- Penélope Cruz (VF : Léonor Canales ; VQ : Viviane Pacal) : Sofia Serrano

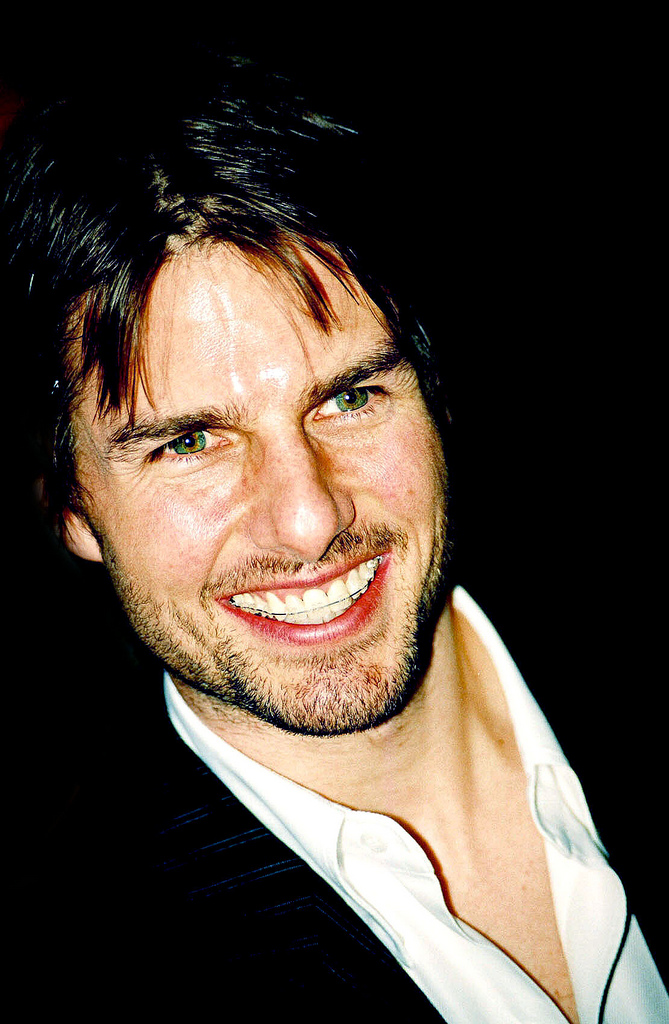
Tom Cruise en 2000.

- Cameron Diaz (VF : Barbara Tissier ; VQ : Camille Cyr-Desmarais) : Julianna « Julie » Gianni
- Kurt Russell (VF : Philippe Vincent ; VQ : Jean-Luc Montminy) : Dr Curtis McCabe
- Jason Lee (VF : David Krüger ; VQ : Benoît Éthier) : Brian Shelby
- Noah Taylor (VF : Fabien Briche ; VQ : François Godin) : Edmund Ventura
- Timothy Spall (VF : José Luccioni) : Thomas Tipp
- Tilda Swinton (VF : Laurence Bréheret ; VQ : Natalie Hamel-Roy) : Rebecca Dearborn
- Johnny Galecki (VQ : Louis-Philippe Dandenault) : Peter Brown
- Armand Schultz (VF : Gabriel Le Doze ; VQ : Daniel Picard) : Dr Pomeranz
- Conan O'Brien (VQ : Luis de Cespedes) : lui-même
- W. Earl Brown : le barman
- Steven Spielberg : un invité à la fête de David (caméo)
- Michael Shannon : Aaron, le gardien
- Alicia Witt : Libby
- Laura Fraser : le Futur
- Ken Leung : l'éditeur du magazine
- Tara Lipinski

## Production

### Attribution des rôles
Penélope Cruz apparaît ici dans le même rôle que celui qu'elle tenait dans le film original, Ouvre les yeux.
Steven Spielberg fait un bref caméo dans le film à la soirée de David. Cameron Crowe apparaîtra en retour, dans le film Minority Report, dans lequel Tom Cruise incarne également le personnage principal.
Jared Leto a auditionné pour le rôle de Brian Shelby, qui revient finalement à Jason Lee. Kate Hudson a quant à elle refusé le rôle de Julie Gianni, pour lequel Maggie Gyllenhaal a par ailleurs auditionné. Michael Keaton, Harrison Ford et Alec Baldwin ont été envisagés pour incarner le Dr Curtis McCabe.
Cameron Crowe et Tom Cruise ont tenté de persuader Billy Wilder de faire une apparition mais il a refusé.

### Tournage
Le tournage se déroule du 6 novembre 2000 au 19 mars 2001 à New York. L'équipe a notamment pu bénéficier d'une autorisation de tournage un dimanche sur Times Square, quasiment vidé pour l'occasion.

## Musique
- Heaven par The Rolling Stones.
- From Rusholme With Love par Mint Royale (en) (scène d'introduction dans times square).
- One of Us par Joan Osborne.
- Good Vibrations par The Beach Boys.
- Doot-Doot par Freur.
- Wild Honey (en) par U2.
- The Nothing Song (Njósnavélin) par Sigur Rós. La version du film, sorti avant l'album contenant Njósnavélin, est extraite d'un live au Danemark en 2000[4].
- Ladies and Gentlemen We Are Floating in Space par Spiritualized.
- Rez (en) par Underworld.

### Bande originale
La musique originale est composée par Nancy Wilson, à l'époque compagne du réalisateur. L'album de la bande originale, intitulé Music from Vanilla Sky, contient principalement les chansons non originales présentes dans le film.
| 1.  | All the Right Friends         | R.E.M.                                       | 2:46 |
| 2.  | Everything in Its Right Place | Radiohead                                    | 4:09 |
| 3.  | Vanilla Sky                   | Paul McCartney                               | 2:46 |
| 4.  | Solsbury Hill                 | Peter Gabriel                                | 4:23 |
| 5.  | I Fall Apart                  | Julianna Gianni                              | 3:52 |
| 6.  | Porpoise Song                 | The Monkees                                  | 2:52 |
| 7.  | Mondo '77                     | Looper (en) featuring Francis MacDonald (en) | 4:54 |
| 8.  | Have You Forgotten            | Red House Painters                           | 5:28 |
| 9.  | Directions                    | Josh Rouse                                   | 3:24 |
| 10. | Afrika Shox                   | Leftfield featuring Afrika Bambaataa         | 3:44 |
| 11. | Svefn-g-englar                | Sigur Rós                                    | 9:15 |
| 12. | Last Goodbye                  | Jeff Buckley                                 | 4:33 |
| 13. | Can We Still Be Friends       | Todd Rundgren                                | 3:33 |
| 14. | 4th Time Around               | Bob Dylan                                    | 4:35 |
| 15. | Elevator Beat                 | Nancy Wilson                                 | 2:44 |
| 16. | Sweetness Follows             | R.E.M.                                       | 4:19 |
| 17. | Where Do I Begin              | The Chemical Brothers                        | 6:29 |

## Accueil
Le film a rapporté environ 100 millions de dollars aux États-Unis[réf. nécessaire].

### Références à d'autres œuvres

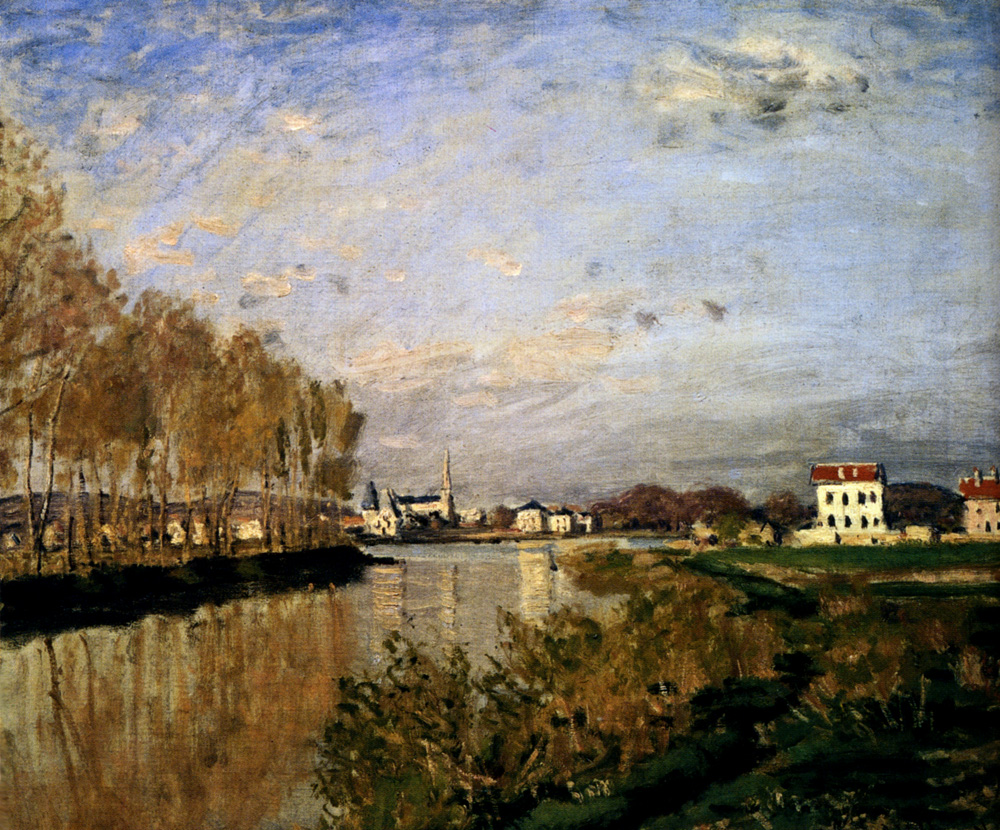
La Seine à Argenteuil de Claude Monet

## Analyse